# Oxodeora petrakii
Oxodeora petrakii är en svampart som först beskrevs av Raffaele Ciferri, och fick sitt nu gällande namn av K.D. Hyde & P.F. Cannon 1999. Oxodeora petrakii ingår i släktet Oxodeora och familjen Phyllachoraceae.   Inga underarter finns listade i Catalogue of Life.